# Hans Schäfer (Politiker)
Hans Schäfer (* 6. Dezember 1913 in Jebel, Königreich Ungarn, Österreich-Ungarn; † 19. Juli 1989 in Braunschweig) war ein deutscher Jurist und Politiker (FDP, SPD). Er war ab 1959 Mitglied des Landtags von Niedersachsen und von 1970 bis 1976 niedersächsischer Justizminister.

## Leben
Hans Schäfer wurde im Banat geboren. Nach dem Abschluss der Volksschule 1921 besuchte er das Nikolaus-Lenau-Lyzeum in Timișoara (deutsch Temeschburg), wo er 1935 das Bakkalaureat (Hochschulreife) ablegte. Er arbeitete von 1936 bis 1937 zunächst als Schriftsetzer und studierte von 1938 bis 1941 Rechts- und Staatswissenschaften sowie Volkstumskunde an den Universitäten in Breslau, Berlin und Göttingen. Am 1. März 1941 trat er als wissenschaftlicher Hilfsarbeiter in das Reichsministerium für Volksaufklärung und Propaganda ein und war dort in der Propaganda-Ersatz-Abteilung in Potsdam tätig. Nach dem Balkanfeldzug wechselte er im Juni 1941 zur Propaganda-Staffel 5 nach Belgrad und im Mai 1942 zur dortigen Propaganda-Abteilung Südost. Ab September 1942 war er Mitglied des Abteilungsstabes der Propaganda-Abteilung Südost.
Schäfers trat 1937 in die NSDAP ein (Alternativdatum 15. Dezember 1938). Von Mai bis September 1940 war er als Sturmmann Mitglied der Waffen-SS. Von März 1943 bis 1944 nahm er als Soldat am Zweiten Weltkrieg teil, zuletzt als Feldwebel. Während des Krieges wurde er mehrfach verwundet und für seine Verdienste mit dem Eisernen Kreuz II. Klasse, dem Kriegsverdienstkreuz II. Klasse sowie mit dem Verwundetenabzeichen ausgezeichnet.
Nach dem Kriegsende setzte Schäfer sein Studium in Göttingen fort, das er 1946 mit dem Ersten Juristischen Staatsexamen abschloss. Er absolvierte von 1947 bis 1949 das Referendariat in Bückeburg, wurde als Rechtsanwalt zugelassen und war als solcher ab 1951 in Braunschweig tätig. 1957 erhielt er auch die Zulassung als Notar. Am 11. Januar 1950 wurde er vom Braunschweiger Hauptausschuss für Entnazifizierung als „Entlasteter“ eingestuft.
Schäfer trat in die FDP ein und kandidierte auf deren Landesliste bei der Bundestagswahl 1957 erfolglos für den Bundestag. Er wirkte zum als Kreisvorsitzender und stellvertretender Landesvorsitzender. 1959r wurde er bei der Landtagswahl über die Landesliste als Abgeordneter in den Niedersächsischen Landtag gewählt, dem er bis 1978 angehörte. Von 1959 bis 1961 gehörte er dem FDP-Bundesvorstand an. Er war bis 22. Oktober 1961 FDP-Fraktionsmitglied, dann einen Monat fraktionslos und ab 23. November 1961 Mitglied der SPD-Fraktion. Bei den Landtagswahlen 1963, 1967, 1970 und 1974 gewann er jeweils das Direktmandat im Wahlkreis Braunschweig II. Im Parlament war er von 1963 bis 1970 Vorsitzender des Ausschusses für Wirtschaft und Verkehr und gleichzeitig Vorsitzender des Wahlprüfungsausschusses.
Nach dem Bruch der Großen Koalition und der Bildung einer SPD-Alleinregierung wurde Schäfer am 8. Juli 1970 als Justizminister in die von Ministerpräsident Alfred Kubel geführte Regierung des Landes Niedersachsen berufen. Während seiner Zeit als Minister war er unter anderem Mitglied des Aufsichtsrates der Norddeutschen Landesbank. Nach der Wahl von Ernst Albrecht zum neuen Ministerpräsidenten schied er am 13. Februar 1976 aus der Landesregierung aus.
Hans Schäfer war evangelisch und seit 1943 mit Gisela Munker verheiratet. Aus der Ehe gingen zwei Töchter und ein Sohn hervor.

## Ehrungen
- 1975: Großes Verdienstkreuz der Bundesrepublik Deutschland